# Floradorp

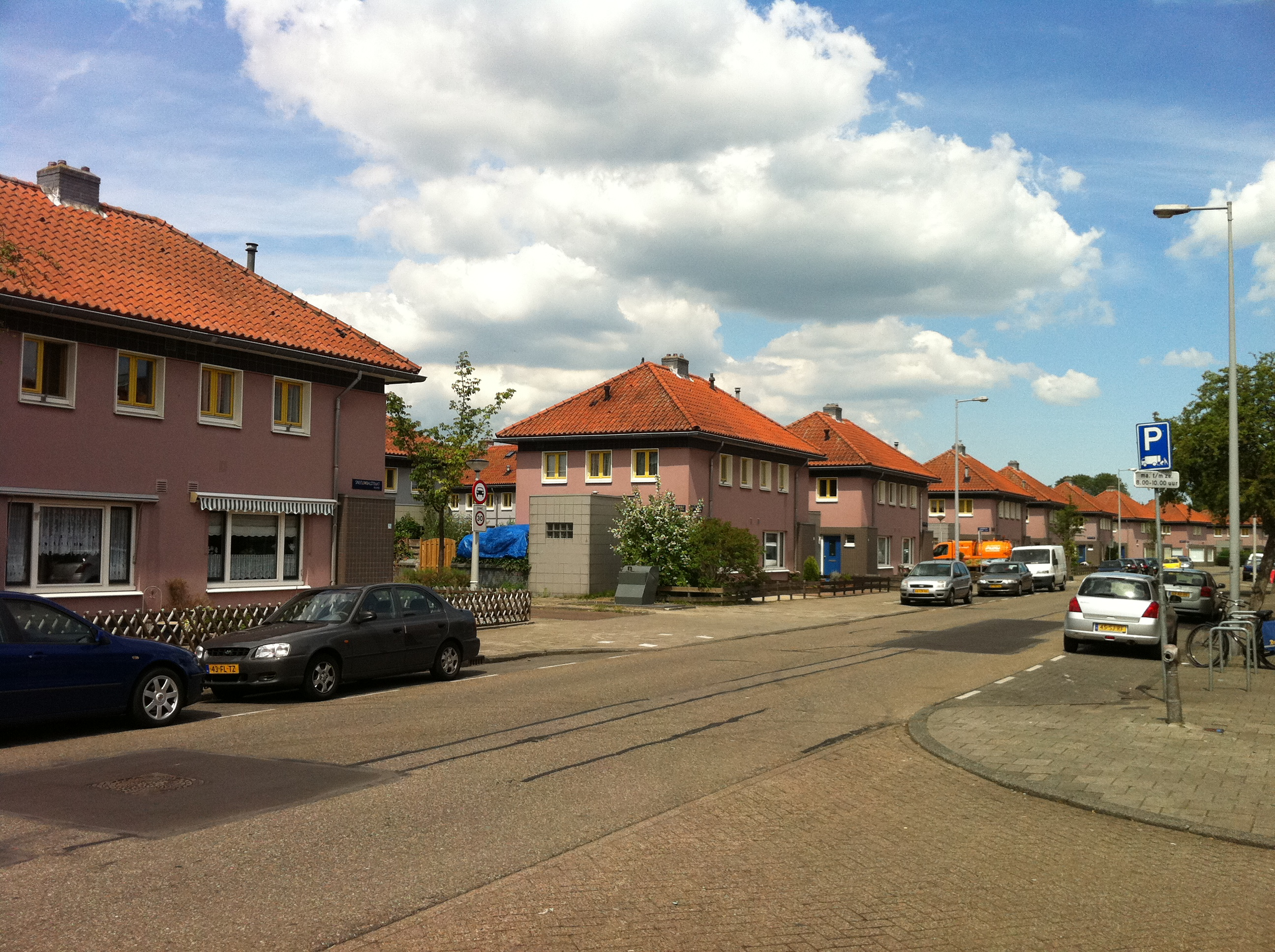
Sociale-huurwoningen van Ymere in Floradorp bij de Sneeuwbalstraat.

Floradorp is een buurt in Amsterdam-Noord in de Nederlandse provincie Noord-Holland. De buurt wordt aan de noordkant begrensd door de Buiksloterdijk, ten oosten door het Noorderpark en het Noordhollandsch Kanaal, aan de westkant door de Klaprozenweg en ten zuiden grenst de buurt bij de Sneeuwbalstraat aan de Bloemenbuurt. De meeste straatnamen zijn zowel in de Bloemenbuurt als in Floradorp vernoemd naar bloemen en planten. Het overgrote deel van de huizen in Floradorp heeft typisch roze of blauw gekleurde muren met oranjekleurige daken. Door stadsdeel Noord is de buurt ingedeeld bij de Volewijck.
De Bloemenbuurt, tussen Sneeuwbalstraat en Mosveld, en Floradorp vormen samen het overgrote deel van Tuindorp Buiksloterham, een van de tuindorpen die tussen 1920 en 1940 werden ontwikkeld in Amsterdam om een tegenwicht te bieden aan de verpauperde volksbuurten in de binnenstad. De tuindorpen in de Watergraafsmeer, Buiksloot, de Buiksloterham, Nieuwendam en bij Oostzaan zijn te danken aan de vooruitstrevende wethouders Floor Wibaut en Salomon Rodrigues de Miranda, en de dadendrang van de directeur van de Gemeentelijke Woningdienst Amsterdam, Arie Keppler.
De buurt is gebouwd aan het eind van de jaren twintig van de twintigste eeuw door de gemeente Amsterdam, in een periode dat in de Amsterdamse binnenstad op grote schaal woningen onbewoonbaar moesten worden verklaard, zoals op Uilenburg, Rapenburg en in de Jordaan en plannen werden ontwikkeld voor vervangende volkswoningbouw.

## Indeling Gemeente Amsterdam
De Statistische Indeling (SI) van Gemeente Amsterdam heeft sinds 24 maart 2022 een nieuwe gebiedsindeling, waarin de Bloemenbuurt valt onder het noordelijke deel van de wijk Volewijck. Hierin wordt de Bloemenbuurt weer onderverdeeld in twee buurten; Bloembuurt-Noord (met daarin voor een deel Floradorp) en Bloembuurt-Zuid. Floradorp is dan ook niet officieel een buurt in Amsterdam, maar een gedeelte van de buurt Bloemenbuurt-Noord.

## Onbewoonbaar verklaarde woningen

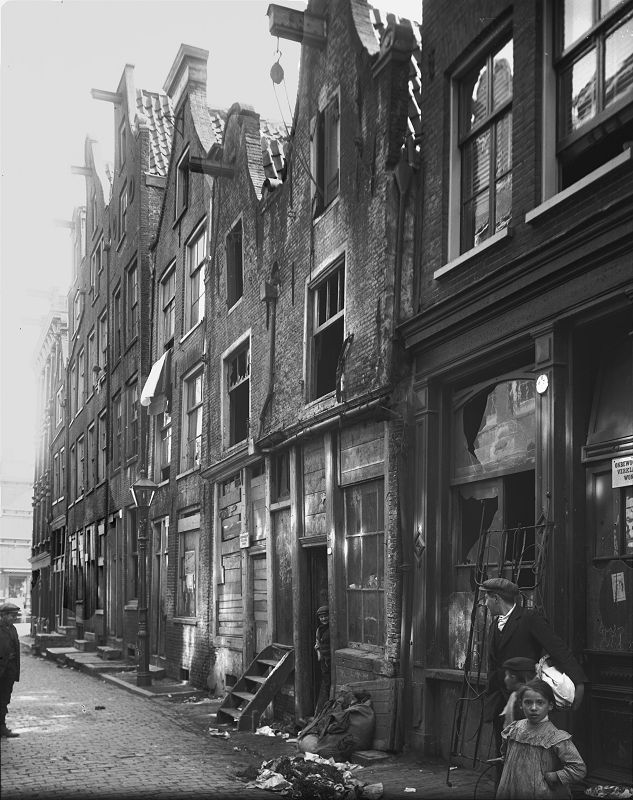
Krotten in de Amsterdamse Jodenbuurt anno 1925.

In Amsterdam heerste in het eerste kwart van de twintigste eeuw grote woningnood, terwijl tegelijkertijd op grote schaal plannen werden gemaakt voor het saneren van verkrotte buurten in de binnenstad met vervangende volkswoningbouw. Honderden krotwoningen konden pas onbewoonbaar worden verklaard zodra er een redelijk alternatief was voor de bewoners. De gemeente Amsterdam plande verschillende tuindorpen rondom de oude stad. Hier moesten woningen worden gebouwd in nieuwe wijken in pas geannexeerde buurgemeenten zoals Buiksloot en Nieuwendam, zodat de gemeente een andere woning kon aanbieden.

## Lage huren
De gemeente bouwde in Floradorp woningwetwoningen voor grote gezinnen, met drie of vier slaapkamers, die voldeden aan de minimumnormen. Daardoor kwamen de woningen in aanmerking voor een rijksbijdrage en zouden de woningen zo laag mogelijke huren hebben, omdat de beoogde huurders weinig te besteden hadden. De kamers waren niet groter dan de minimumafmetingen. Het was in die jaren nog niet gebruikelijk dat arbeiderswoningen een natte cel hadden, daar was daarom niet in voorzien. De woningen in de naastgelegen Bloemenbuurt van woningbouwvereniging Zomers Buiten behoorden met de gemeentewoningen in Tuindorp Nieuwendam tot de eerste arbeiderswoningen in Amsterdam die wel een badkamer hadden, maar de huren van deze woningen waren dan ook hoger dan de mensen uit de krottenwijken konden betalen. Zomers Buiten verhuurde haar woningen vooral aan geschoolde handwerklieden met een vaste aanstelling bij de gemeente Amsterdam.
Tussen de Klaprozenweg en de Sneeuwbalstraat bouwde de gemeente 600 woningen. De eerste 183 huizen werden opgeleverd in 1927 en de laatste in 1929. Er werden alleen arbeiderswoningen gebouwd, die daarna werden verhuurd aan arbeidersgezinnen door de Gemeentelijke Woningdienst Amsterdam. Sommige huurders kwamen uit de woonschool Asterdorp, die in 1940 werd opgedoekt. In het midden van Floradorp was het 'Binnenhof' bedacht, een groep huizen met puntdaken, speciaal voor 'ouden van dagen'. Het was ten tijde van de bouw heel bijzonder dat er aparte huisjes voor 'senioren' werden gebouwd. De bouw lag regelmatig stil door stakingen en conflicten.
Een overzicht uit 1930 van de eerste bewoners geeft een beeld waar de eerste Floradorpers vandaan kwamen: 144 uit onbewoonbaarverklaarde woningen, 14 uit onteigende woningen, 72 uit slechte woningen, 202 uit overvulde woningen, 123 uit het nooddorp Obelt, 20 uit woonschool Asterdorp, 6 van een woonschip, 22 waren inwonend, 1 pasgehuwd, 1 van buiten Amsterdam en 1 ambtenaar.

## Renovatie
De Gemeentelijke Woningdienst werd in 1965 omgedoopt in Gemeentelijke Dienst Volkshuisvesting, waar de bouw en het beheer van de gemeentewoningen in handen kwam van het dienstonderdeel Gemeentelijk Woningbedrijf Amsterdam. Het Gemeentelijk Woningbedrijf werd in 1994 geprivatiseerd in de Stichting Het Woningbedrijf Amsterdam. Het Woningbedrijf renoveerde Floradorp halverwege de jaren negentig. De bakstenen buitenmuren kregen een pastelkleurige pleisterlaag, die op de plint en onder de dakgoot werd versierd met tegelwerk. De pleisterlaag fungeert ook als buitengevelisolatie. De kleine woningen aan het Binnenhof werden samengevoegd, waardoor zij hun oorspronkelijke bestemming verloren. Er werden bergingen aan de huizen toegevoegd, vaak in de vorm van betegelde aanbouwen. Bij het Binnenhof gebeurde dit op de plek van de doorgang. Daardoor is het nu een besloten binnentuin, omringd door de Binnenhofstraat.
Het Woningbedrijf Amsterdam fuseerde in het eerste decennium van de 21e eeuw met woningcorporaties in Almere, Amsterdam, Haarlem en Haarlemmermeer tot de huidige Stichting Ymere, die de meeste woningen tegenwoordig verhuurt als sociale-huurwoningen. Een klein deel van de woningen is inmiddels verkocht aan huurders en andere particulieren.

## Sociaal wijkprofiel
Het merendeel van de bevolking is autochtoon, laag opgeleid en kan worden geclassificeerd als blanke arbeidersklasse. Van oudsher wonen in Floradorp arbeiders van de Amsterdamse havenindustrie en nog altijd groeien jongeren er op in een traditie van 'manueel vakmanschap'. In Floradorp wonen dezelfde families van generatie op generatie en er heerst een sterke gemeenschapszin. De buurt wordt hard getroffen door economische crisis en bezuinigingsmaatregelen. De buurtbewoners voelen zich achtergesteld en zijn in toenemende mate vatbaar voor armoede, sociale uitsluiting, politieke onverschilligheid en wantrouwen. Ook zijn er spanningen tussen nieuwe en oude bewoners en is er overlast door jongeren. De reputatie van Floradorp wordt gekenschetst door rebelsheid en een anti-establishmenthouding, met veel schooluitval en relatief veel stemmers op populistische partijen.
In 2007 werd Floradorp een Vogelaarwijk om met de extra gelden de levensstandaard in achterstandsbuurten te verbeteren. Pogingen om meer participatie en interactie te bewerkstelligen hebben weinig succes gehad.

## Oud en nieuw
In Floradorp bestaat een decennialange traditie van grote, illegale kerstboomverbrandingen. In 2003 leidde een verbod op de kerstboomverbranding tot onlusten en grootscheepse ME-inzet. Het jaar daarop werd het vuur onder voorwaarden, onder andere over de grootte van de stapel, weer toegestaan. Op last van de gemeente en politie werd een ordedienst ingesteld.

Voorbereiding Kerstboomverbranding Floradorp 2012.

## Trivia
Floradorp staat in de volksmond ook wel bekend als de Rimboe, vanwege de historie van het gebied waar het is gebouwd. Een andere bijnaam die in Amsterdam wordt gebruikt voor de buurt is Canta-capital, vanwege het grote aantal Canta’s die te vinden zijn in de straten van Floradorp. Zie voor de oorsprong van de naam Floradorp ook: Tuindorp Buiksloterham.

## Bekende (oud-)inwoners
- Gordon

## Galerij

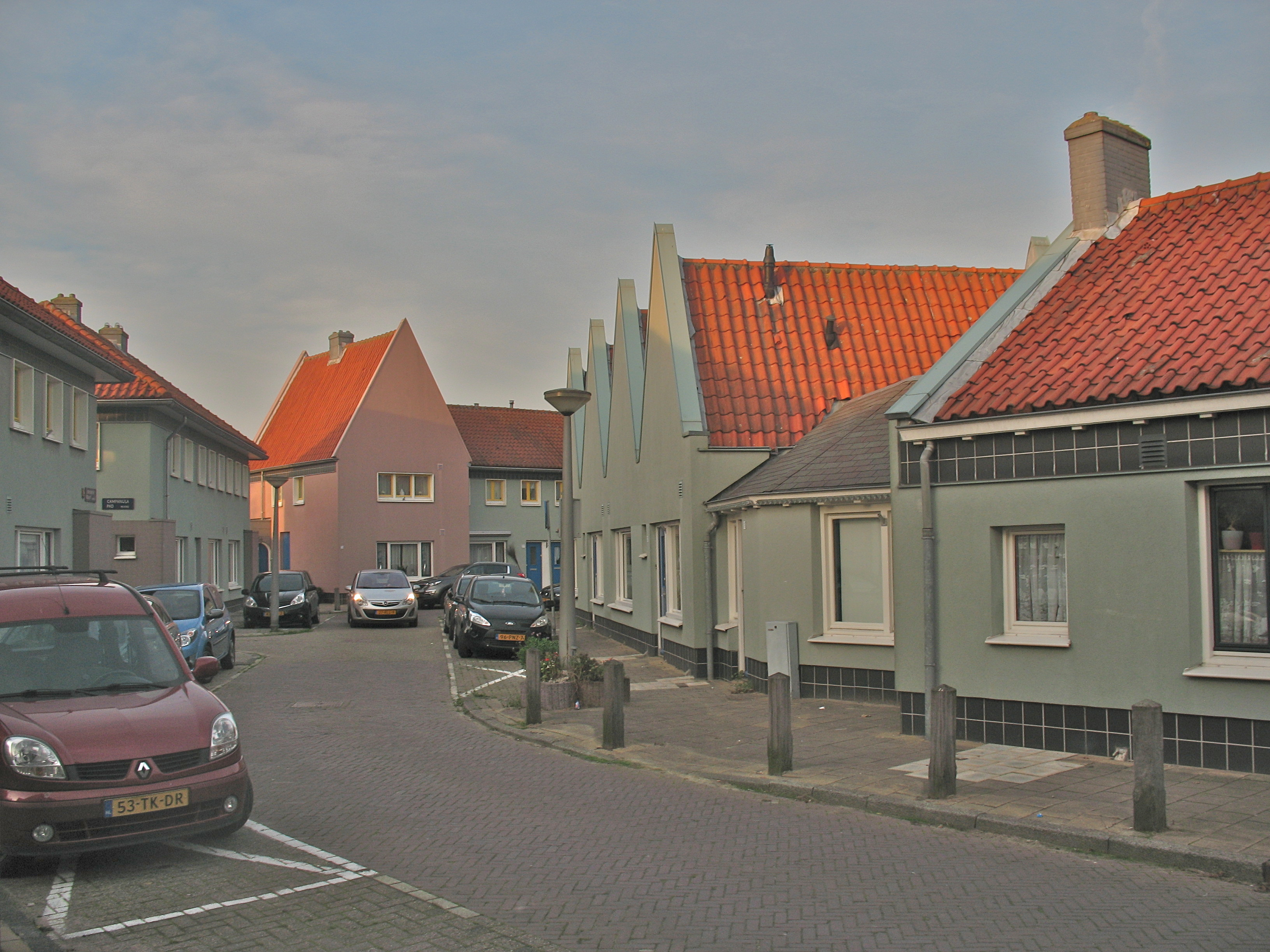
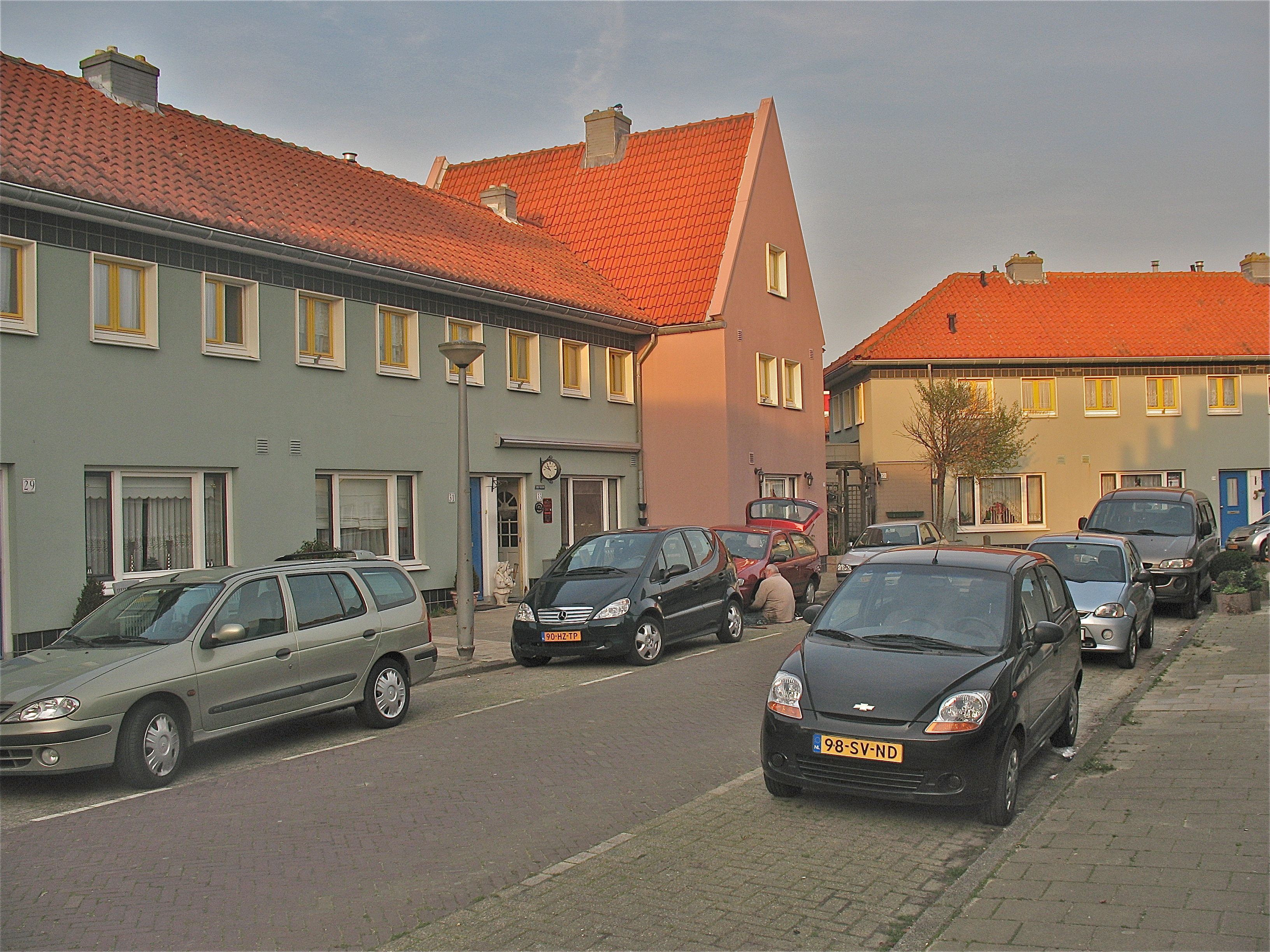
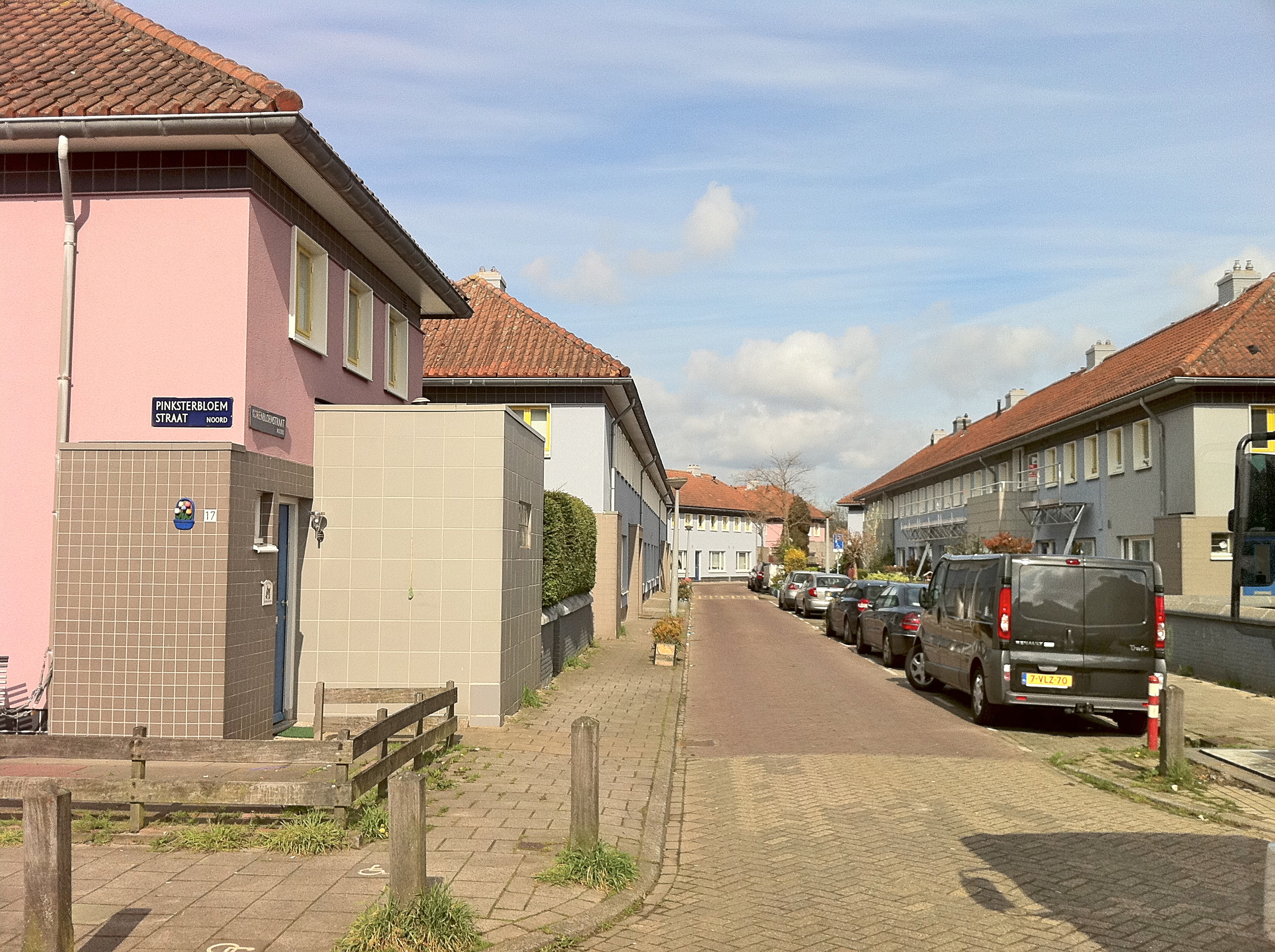
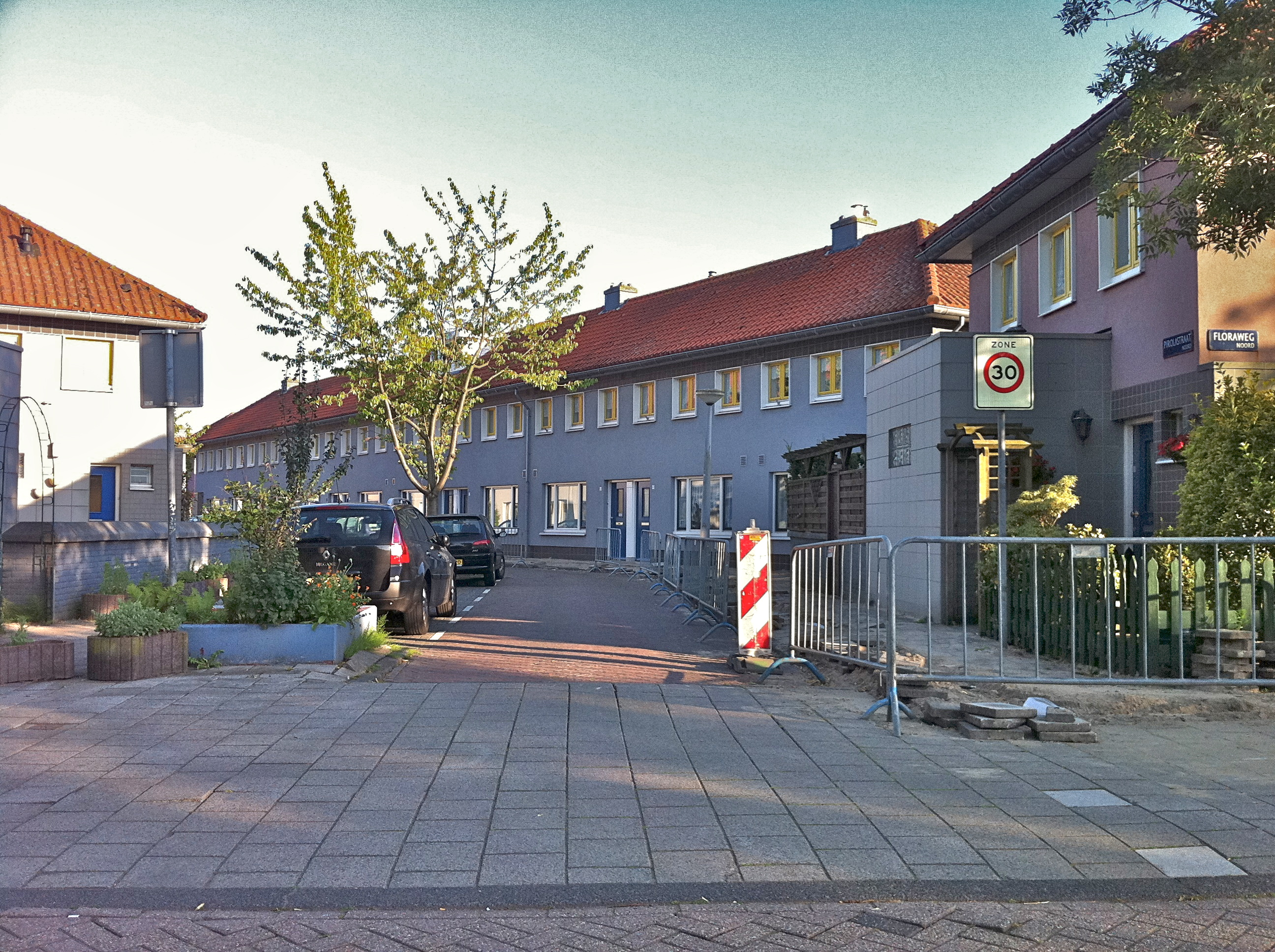
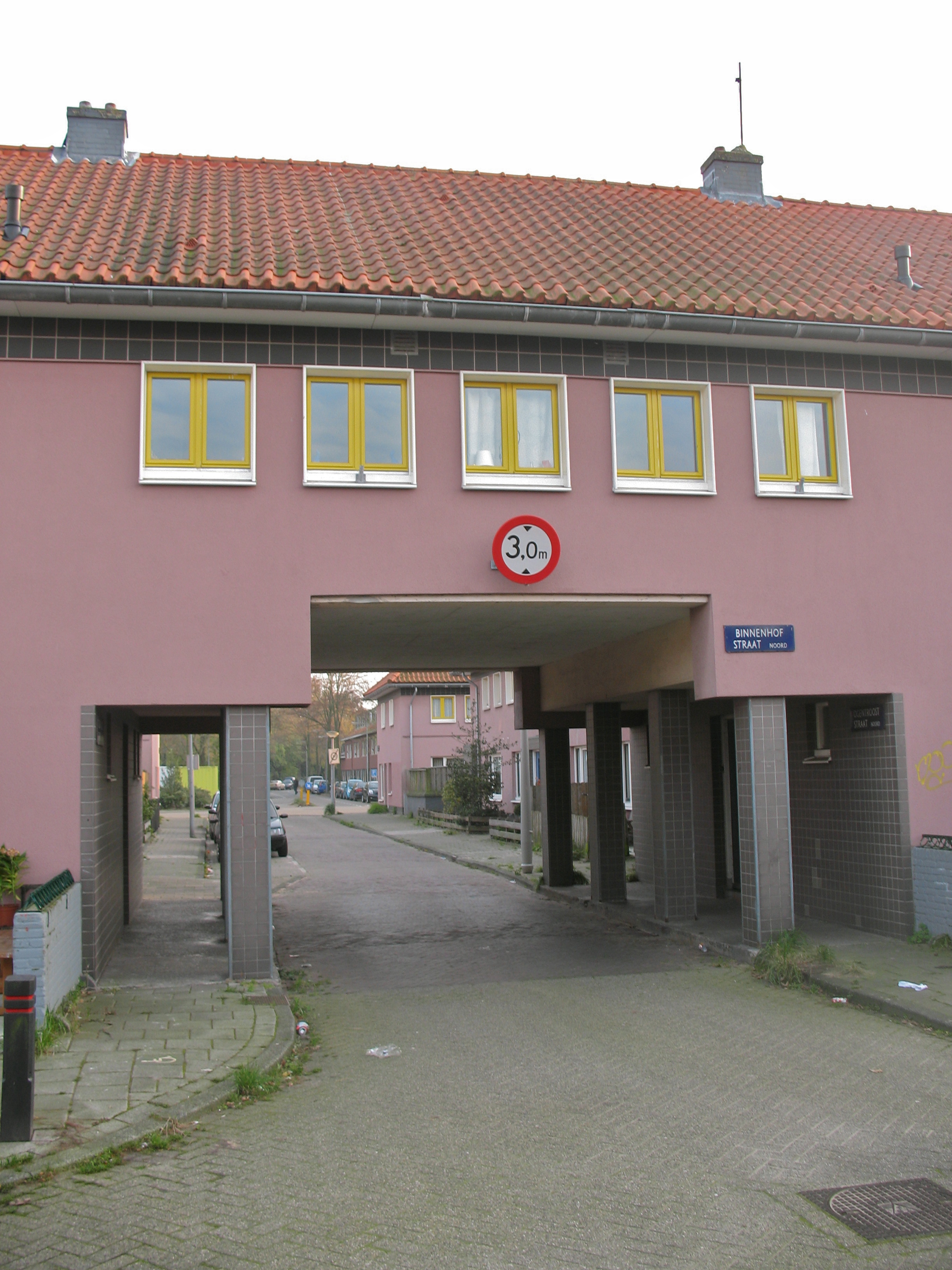
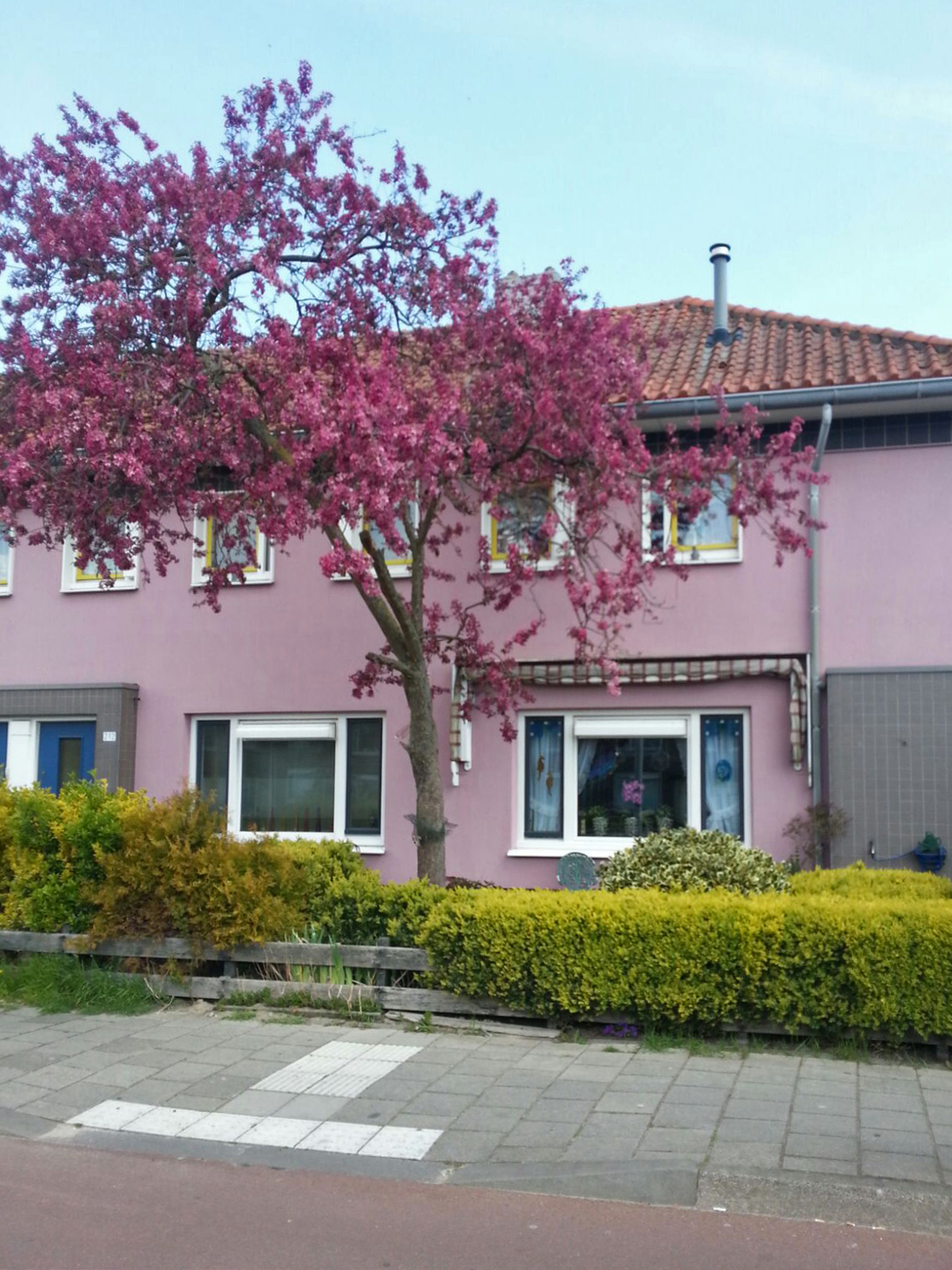
Roze huizen van het Floradorp aan de Kamperfoelieweg.
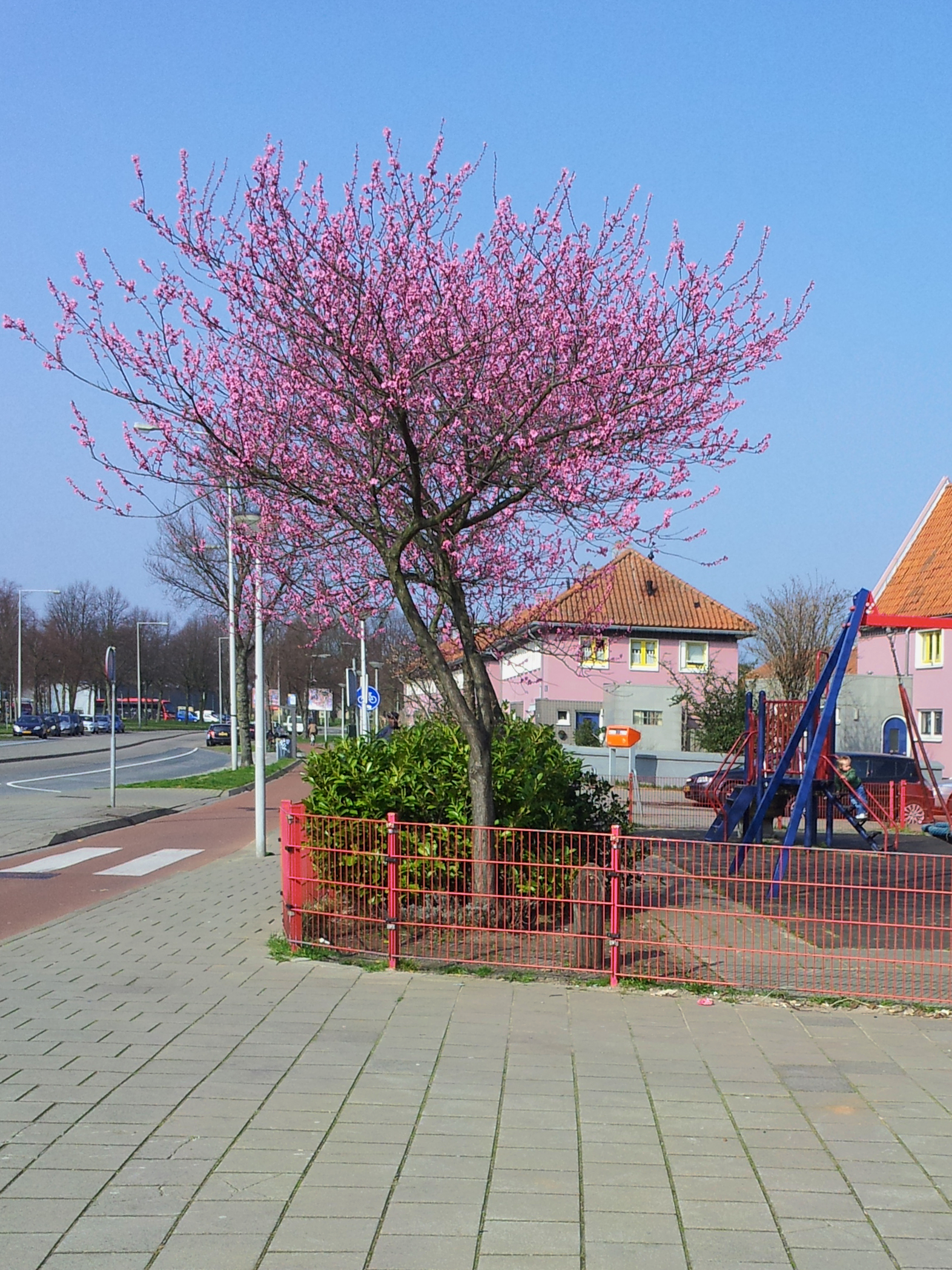
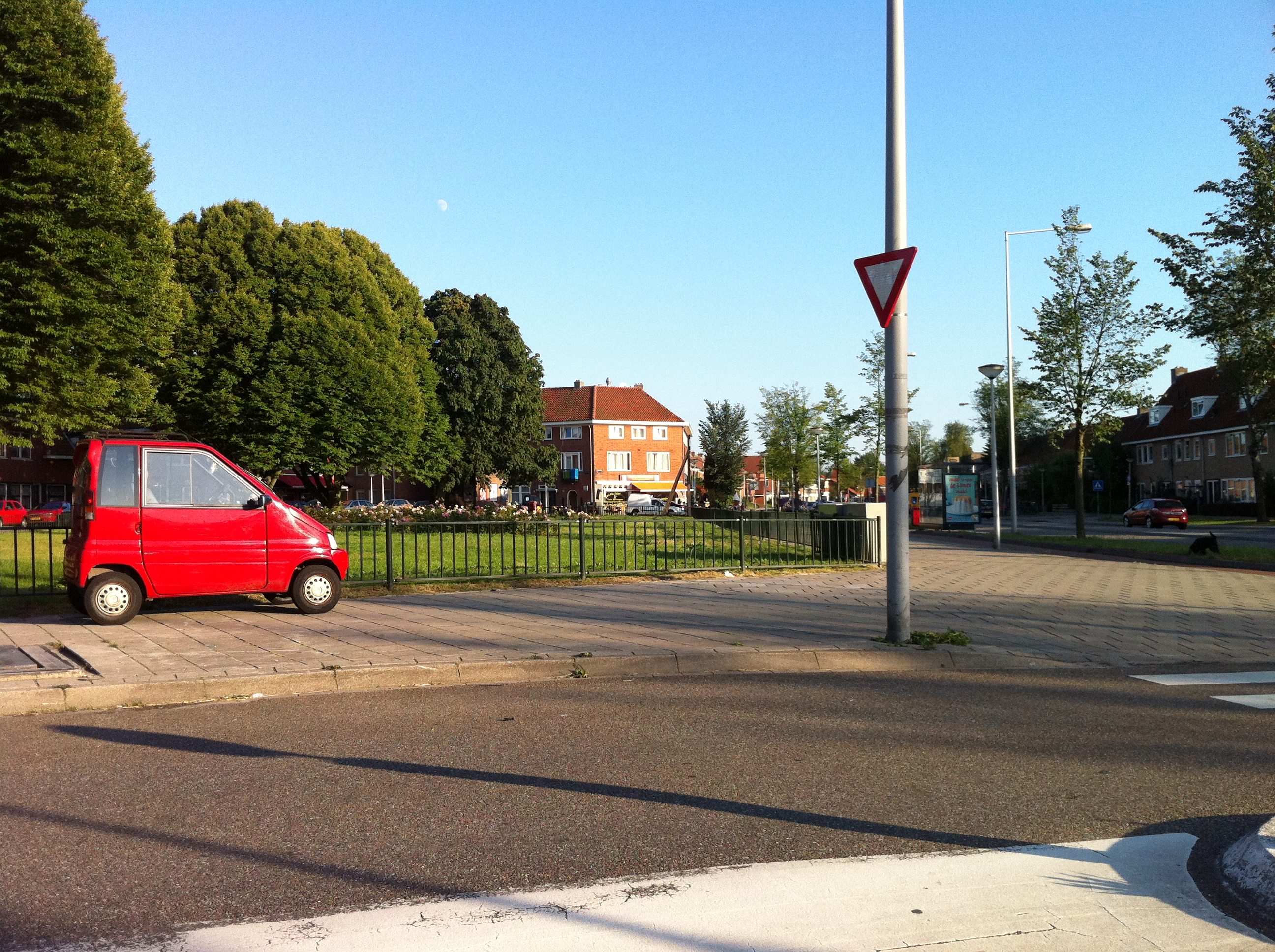
Huizen en rode Canta aan de Kamperfoelieweg.

 Abberdaan · Admiralenbuurt · Amstel III · Amsteldorp · Amstelkwartier · Andreas Ensemble · Apollobuurt · ArenAPoort · Bajeskwartier · Banne Buiksloot · Bedrijventerrein Sloterdijk · Bellamybuurt · Betondorp · Bijlmer · Binnenstad · Bloemenbuurt · Borgerbuurt · Borneo · Bos en Lommer · Buiksloot · Buiksloterham · Buikslotermeer · Buiteneiland · Buitenveldert · Bullewijk · Burgwallen Oude Zijde · Burgwallen Nieuwe Zijde · Centrum Amsterdam Noord · Centrumeiland · Chassébuurt · Chinatown · Cremerbuurt (Amsterdam) · Cruquius · Czaar Peterbuurt · Da Costabuurt · Dapperbuurt · De Aker · De Baarsjes · De Bongerd · De Eendracht · De Heining · De Krommert · De 9 Straatjes · De Omval · De Pijp · Diamantbuurt · Driemond · Disteldorp · Dubbele Buurt · Duivelseiland · Duvelshoek · Elzenhagen · Erasmusparkbuurt · Floradorp · Frederik Hendrikbuurt · Funenpark · Gaasperdam · Gein · Geuzenveld · Gibraltarbuurt · Gouden Reael · Gulden Winckelbuurt · Grachtengordel · Haarlemmerbuurt · Hallenkwartier · Haven-Stad · Haveneiland · Havenstraatterrein · Helmersbuurt · Het Funen · Holendrecht · Hoofddorppleinbuurt · Houthaven · IJ-oevers · IJburg · IJdock · IJplein · Indische Buurt · Jan Maijenbuurt · Java-eiland · Jeruzalem · Jeugdland ·Jodenbuurt · Jordaan · Julianapark · Kadijken · Kadoelen · Kattenburg · Kinkerbuurt · KNSM-eiland · Kolenkitbuurt · Kop van Jut · Van der Kunbuurt · Laan van Spartaan · Landlust · Landstrekenbuurt · Lastage · Leidsebuurt · Lutkemeer · Marathonbuurt · Marineterrein · Marken · Marktkwartier · Medisch Centrum Slotervaart · Mercatorbuurt · Middelveldsche Akerpolder · Molenwijk · Museumkwartier · Nellestein · Nieuw Sloten · Amsterdam Nieuw-West · Nieuwe Pijp · Nieuwendam · Nieuwendammerdijk en Buiksloterdijk · Nieuwendammerham · Nieuwezijde · Nieuwmarkt · Noorderhof · Noordoever Sloterplas · Noordse Bos · Olympisch Kwartier · Omval · Ookmeer · Oostelijk Havengebied · Oostelijke Eilanden · Oostelijke Handelskade · Oostenburg · Oosterdokseiland · Oosterparkbuurt · Oostoever Sloterplas · Oostpoort · Oostzanerwerf · Osdorp · Oud Osdorp · Oud-Oost · Oud-West · Oud-Zuid · Oude Pijp · Oudezijde · Overamstel · Overhoeks · Overtoombuurt · Overtoomse Buurt · Overtoomse Veld · Park Haagseweg · Park de Meer · Plan van Gool · Plan West · Plan Zuid · Planciusbuurt · Plantagebuurt · Postjesbuurt · Prinses Irenebuurt · Rapenburg · Reigersbos · Riekerpolder · Rieteilanden · Rietlanden · Rivierenbuurt · Robert Scottbuurt · Roeterseiland · Ruigoord · Schinkel (bedrijventerrein) · Schinkelbuurt · Science Park · Sloten · Sloterdijk · Sloterdijk-Centrum · Slotermeer · Slotervaart · Sluisbuurt · Spaarndammerbuurt · Spieringhorn · Sporenburg · Sportheldenbuurt · Staatsliedenbuurt · Stadionbuurt · Steigereiland · Strandeiland · Teleport · Transvaalbuurt · Trompbuurt · Tuindorp Buiksloot · Tuindorp Buiksloterham · Tuindorp Nieuwendam · Tuindorp Oostzaan · Tuttifruttidorp · Van Tijenbuurt · Uilenburg · Universiteitskwartier · Valkenburg · Van der Kunbuurt · Van der Pekbuurt · Van Lennepbuurt · Venserpolder · Vlooienburg · Vogelbuurt · Vogeldorp · Vogeltjeswei · Volewijck · Vondelparkbuurt · Vrije Geer · Waalseiland · Watergraafsmeer · Waterlandpleinbuurt · Waterwijk · Weesp · Weesperbuurt · Weespertrekvaartbuurt · Weesperzijde · Westelijke Eilanden · Westelijke Tuinsteden · Westerdokseiland · Westerpark · Westpoort · Willemspark · Wittenburg · Zeeburg · Zeeburgereiland · Zeeheldenbuurt · Zuidas · Zuideramstel